# Langer Hermann
Koordinaten: 59° 26′ 6,7″ N, 24° 44′ 24″ O

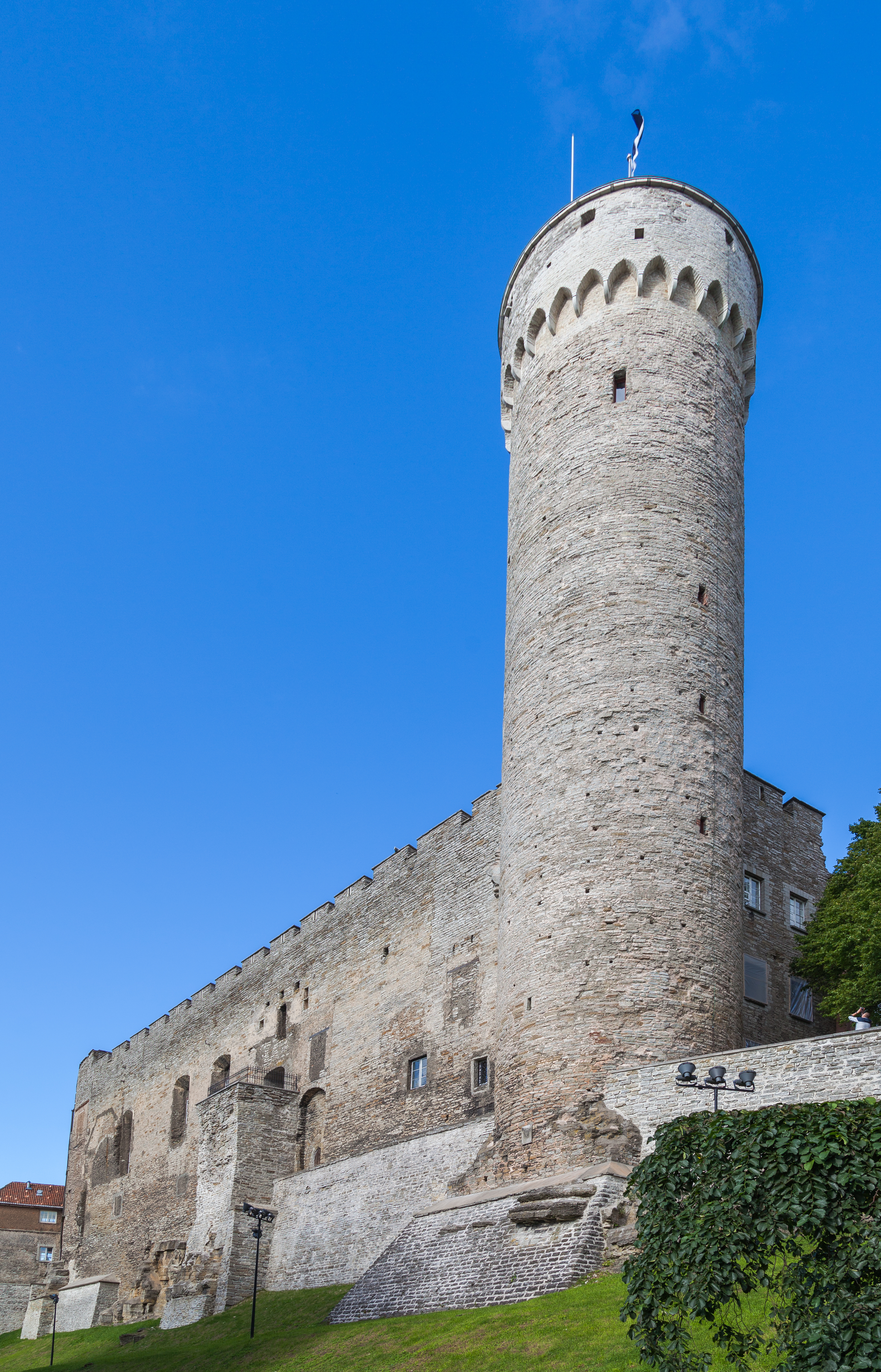
Turm Langer Hermann in Tallinn

Der Lange Hermann (estnisch Pikk Hermann) ist einer der vier ursprünglichen mittelalterlichen Ecktürme des Schlosses auf dem Domberg von Tallinn.
Der Pikk Hermann ist Teil des Tallinner Schlosses, in dem das estnische Parlament (Riigikogu) seinen Sitz hat. Er gilt als eines der Wahrzeichen der estnischen Hauptstadt.

## Baugeschichte
Der Lange Hermann wurde als hoher und schlanker Wachturm zwischen 1360 und 1370 errichtet. Er wurde im 16. Jahrhundert auf seine heutige Höhe von 45,6 m erweitert. Seine Spitze liegt 95 m über dem Meeresspiegel. Mittelalterlicher Tradition entsprechend wurde der starke Turm „Hermann“ genannt.
Der Turm besteht aus zehn Stockwerken und einer Aussichtsplattform. Auf sie führt eine steile Steintreppe mit 215 Treppenstufen.
Die weiteren Türme des Tallinner Schlosses sind Stür den Kerl (1767–1773 abgetragen), Pilsticker und Landskrone.

## Flagge

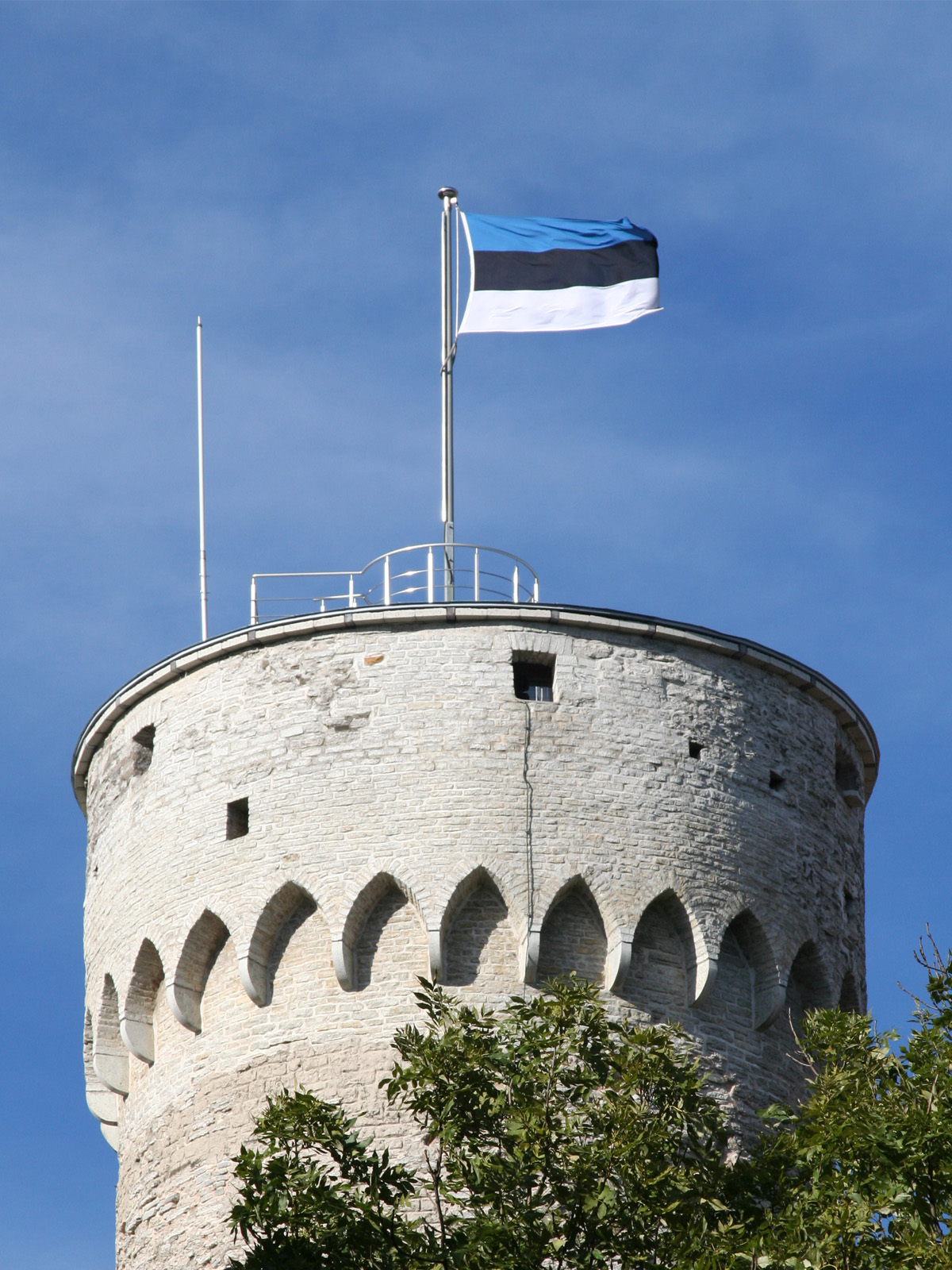
Flagge Estlands auf dem Turm

Auf dem Langen Hermann weht traditionell die Fahne des Herrschers von Estland. Erstmals wurde dort die blau-schwarz-weiße Trikolore Estlands am 12. November 1918 gehisst.
Bei der morgendlichen Hissung der Fahne wird die estnische Nationalhymne gespielt.
Beim Einholen der Fahne erklingt an jedem Abend eine Melodie aus dem beliebten Lied Mu isamaa on minu arm („Mein Vaterland ist meine Liebe“). Der Text stammt von der estnischen Dichterin Lydia Koidula, die Musik von dem Komponisten Gustav Ernesaks.
Bis 2009 wurde abends das Lied Mu isamaa armas („Mein liebes Vaterland“) gespielt. Den Text schuf der deutschbaltische Pastor Martin Körber nach der Melodie des deutschen Studentenlieds Wir hatten gebauet ein stattliches Haus von August Daniel von Binzer.